# Duantan (sockenhuvudort i Kina, Jiangxi Sheng, lat 28,27, long 115,95)
Duantan är en sockenhuvudort i Kina. Den ligger i provinsen Jiangxi, i den sydöstra delen av landet, omkring 47 kilometer söder om provinshuvudstaden Nanchang. Antalet invånare är 35 942. Befolkningen består av 17 207 kvinnor och 18 735 män. Barn under 15 år utgör 22,0 %, vuxna 15-64 år 70 %, och äldre över 65 år 7,0 %.
Runt Duantan är det tätbefolkat, med 476 invånare per kvadratkilometer. Närmaste större samhälle är Xiangtang, 17,6 km norr om Duantan. Trakten runt Duantan består till största delen av jordbruksmark.
Genomsnittlig årsnederbörd är 2 304 millimeter. Den regnigaste månaden är juni, med i genomsnitt 441 mm nederbörd, och den torraste är oktober, med 23 mm nederbörd.